# Ívarr Ragnarsson
Ívarr Ragnarsson detto Senz'ossa (in norreno Ívarr hinn beinlausi Ragnarsson; Danimarca, ... – Gran Bretagna, 870 o 873) fu un capoclan vichingo norreno (con la fama di berserkr).

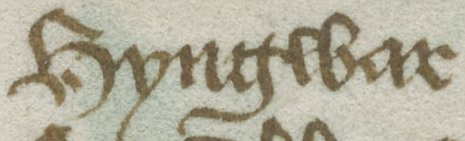
"Hyngwar", il nome di Ívarr Ragnarsson nel manoscritto del XV secolo Harleian Library MS 2278, presso la British Library

Appartenente alla Dinastia di Munsö, guidò nell'autunno del 865, insieme ai fratelli Hastein, Hálfdan, Ubbe e Bjǫrn, la Grande armata danese nell'invasione della regione inglese dell'Anglia orientale. Casus belli della spedizione fu l'uccisione del padre, Ragnarr Loðbrók, da parte di Aelle II di Northumbria nel medesimo anno. 
I fratelli allora attaccarono Ælle, ma furono pesantemente respinti. In seguito alla disfatta, Ívarr Senz'Ossa chiese a Ælle pace e riparazione per suo padre, riuscendo a ottenere con l'astuzia il modo di conquistare la città di York gettando le basi del successivo Regno di Jórvík.  In questo modo, Ívarr si rese popolare in Inghilterra. Infine, invocò i fratelli perché portassero un nuovo attacco. Nella battaglia egli poté così schierarsi al loro fianco, Ælle fu catturato e per vendetta sottoposto al supplizio dell'intaglio dell'aquila di sangue.
In seguito Ívarr, Bjorn, Hastein, Hàlfdan e Ubbe portarono il saccheggio in Inghilterra, Galles, Francia e Italia. 
Dopo altri scontri con i re inglesi, scomparve dalle cronache anglosassoni nell'anno 870.
È oggetto di dibattito tra gli studiosi se Ívarr Ragnarsson possa essere considerato il medesimo condottiero noto alle fonti irlandesi come Ímar, fondatore della dinastia vichingo gaelica degli Uí Ímair, deceduto nel 873.

## Biografia

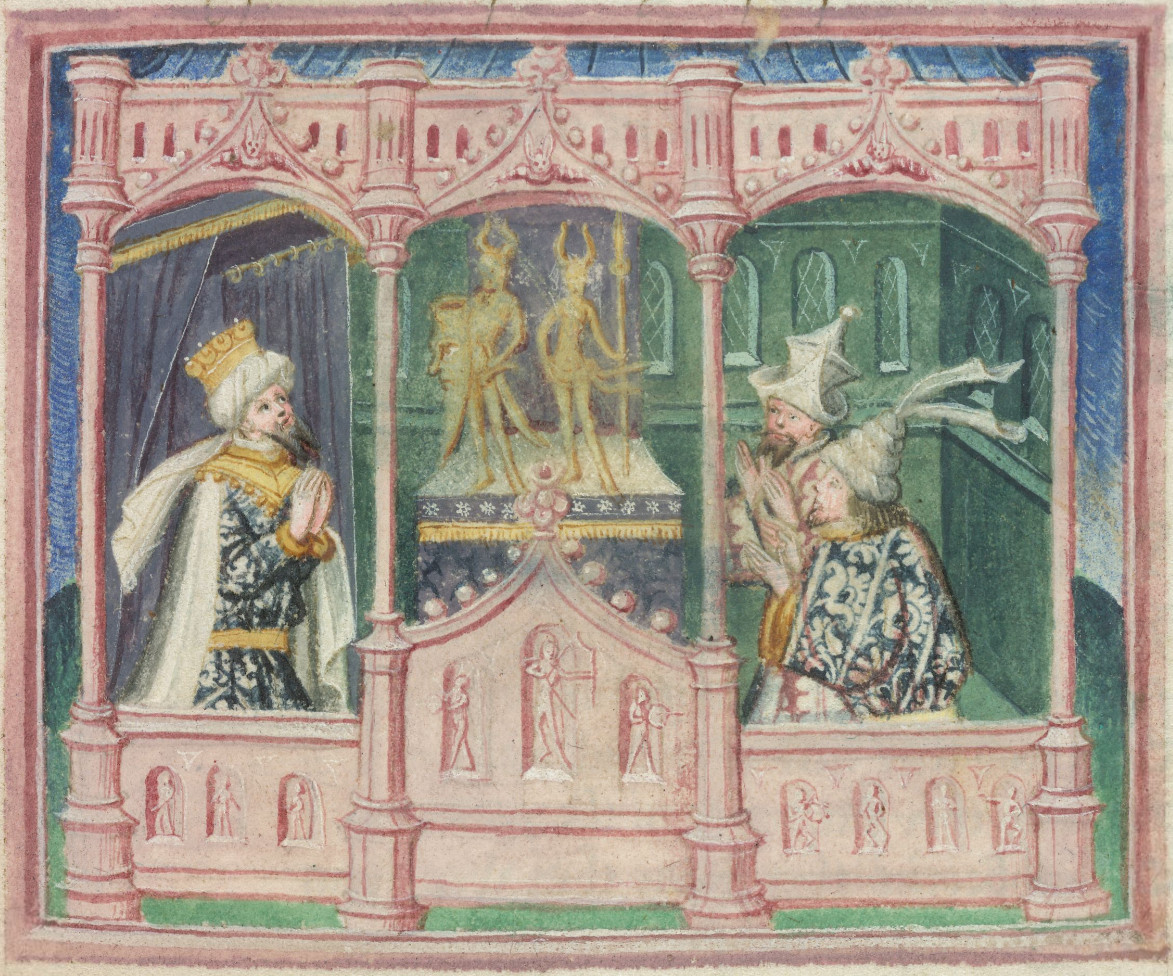
Lothbrocus e i suoi figli Ivar e Ubba. Miniatura al folio 39r nel manoscritto del XV secolo Harleian Library MS 2278, presso la British Library

Secondo la Ragnarssaga loðbrókar (Saga di Ragnarr "Brache Villose"), Ívarr era figlio di Ragnarr Loðbrók, re semi-leggendario che avrebbe regnato su Svezia e Danimarca nella seconda metà del IX secolo, e della di lui moglie Kráka (o Áslaug), una vǫlva. Si dice di lui che fosse bello, forte e fra i più saggi uomini del suo tempo. Perciò era il consigliere dei fratelli Björn, Sigurðr, Ubbe e Hvítserkr. Carismatico, abile stratega e guerriero impavido, Ívarr è passato alla storia come uno dei più prodi e combattivi figli di Ragnarr, degno erede di un padre ingombrante.

### Racconto dei figli di Ragnarr
Il Ragnarssona þáttr (saga breve dei figli di Ragnarr) racconta che Ívarr era figlio del re svedese Ragnarr Loðbrók e di Aslaug, figlia di Sigfrido e Brunilde; era quindi fratello di Hvítserkr, Björn, Sigurðr, Ubbe, Hastein e Halfdan.
Ívarr e i fratelli partirono dalla Svezia alla conquista di Selandia, Hreiðgotaland (qui inteso come Jutland), Gotland, Öland e isole minori. Quindi, si stabilirono a Lejre agli ordini di Ívarr.
Ragnarr era invidioso di queste vittorie, e insediò Eysteinn Beli come suo vassallo sul trono di Svezia, perché lo difendesse dai suoi figli; poi attraversò il Baltico verso est per fare razzia e mostrare così il suo valore.
Eiríkr e Agnarr, altri figli di Ragnarr, sbarcarono allora nel lago Mälaren e inviarono a Eysteinn una richiesta di sottomissione ai figli di Ragnarr, chiedendo inoltre in sposa per Eiríkr la figlia di Eysteinn, Borghild. Eysteinn rispose che avrebbe prima consultato i capoclan svedesi. Questi rifiutarono la proposta e decisero invece di attaccare i ribelli. Seguì una battaglia che vide Eiríkr e Agnarr sopraffatti dalle forze svedesi: il primo cadde prigioniero e il secondo morì.
Eysteinn offrì a Eiríkr, in riparazione per Agnarr, tutto quel che avesse chiesto delle Uppsala (proprietà reali di Uppsala), oltre alla mano di Borghild. Eiríkr rispose fieramente che dopo una tale sconfitta non chiedeva altro che di poter scegliere il giorno della propria morte. Chiese quindi di essere trafitto da lance, dal basso, per venirne innalzato al di sopra degli uccisi. Il desiderio fu esaudito.
Frattanto in Selandia Áslaug e i figli Björn e Hvítserkr, raggiunti e turbati dalla notizia mentre stavano giocando a tafl, salparono alla volta della Svezia con i restanti figli di Ragnarr e un nutrito esercito al seguito. Áslaug, sotto il nome di Randalin, guidò la cavalleria attraverso il paese. Ívarr e Bjorn, furono invece al comando del restante esercito. Leggenda narra che, durante la battaglia che ne seguì, Eysteinn schierò due bovini il cui lamento straziava le orecchie di chi li sentiva e Ívarr e i fratelli riuscirono ad ucciderli entrambi. Nella grande battaglia Eysteinn fu ucciso.
Ragnarr non fu felice che i figli si fossero fatti giustizia da soli e, al comando di due soli knarr, decise di prendere l'Inghilterra. Sconfitto da Ælle II di Northumbria, fu gettato in una fossa di serpenti velenosi, dove morì.

### Dopo la morte di Ragnarr
Nell'autunno del 865, Ívarr e i fratelli Bjorn, Halfdan e Ubbe erano a capo della Grande armata danese che attaccò l'Eptarchia anglosassone partendo dall'Isola di Thanet, in Anglia orientale.
("Chronicum saxonicum", Versione B: Cronaca di Abingdon I, 879, (British Museum, Cotton MS. Tiberius A vi))
Secondo le saghe, il motivo dell'invasione fu la faida per la morte di Ragnarr Loðbrók, caduto in mano di Ælle II di Northumbria e da questi giustiziato in modo "indegno" per un vichingo gettandolo in una fossa piena di serpi. La storicità del supplizio di Ragnarr da parte di Ælle è però molto dubbia. Sempre le saghe, nello spec. la Ragnarssona þáttr (it. "Racconto dei figli di Ragnarr"), riportano che i fratelli di Ívarr mossero subito guerra ad Ælle ma furono sconfitti. Ívarr si recò allora da Ælle per riconciliarsi, chiedendo solo in riparazione tanta terra quanta riuscisse a coprirne con la pelle di un bue, e giurò di non portare mai guerra al re di Northumbria. Tagliò però la pelle del bue in strisce così sottili da poter cingervi un'ampia fortezza (York o Londra, secondo le saghe) e farla propria. Poiché Ívarr era il più generoso degli uomini, si ingraziò molti grandi guerrieri, alienandoli perciò ad Ælle quando i fratelli attaccarono per la seconda volta.
Nell'866, Ívarr portò la Grande Armata a nord, forte di una provvigione di cavalli fornita da Edmondo dell'Anglia orientale per rabbonire gli invasori, entrando in Northumbria e conquistando York, impresa facilitata dalle lotte intestine fra i pretendenti al trono di Northumbria: Ælle II e Osberht. Nel 867 Ælle e Osberht unirono le forze contro gli invasori ma vennero sconfitti, lasciando campo libero ad Ívarr e fratelli che poterono così fondare il Regno di Jórvík.
Secondo le saghe, dopo la cattura di Ælle, mentre i fratelli cercavano la giusta punizione, Ívarr suggerì di sottoporlo all'intaglio dell' "aquila di sangue".
La Grande Armata si rivolse allora verso sud, invadendo la Mercia ed occupando Nottingham ove svernò. Burgred di Mercia chiese allora aiuto ad Ethelred del Wessex e a suo fratello Alfredo il Grande contro gli invasori (868), assediandoli a Nottingham e stabilendo una tregua. L'anno successivo, Ívarr e il fratello Ubbe guidarono l'armata nell'Anglia orientale puntando all'Anglia Orientale che fu conquistata entro l'anno 870.
A Ívarr è a questo punto attribuito il martirio di re Edmondo dell'Anglia orientale (869). Alcune fonti riferiscono che, quando questi rifiutò di farsi vassallo di un pagano, egli lo fece legare a un albero, dove fu trafitto dalle frecce dei Norreni finché morì. Per altri, fu invece ucciso nella navata di una chiesa.
(Abbone di Fleury)
In seguito, Ívarr e i fratelli portarono il saccheggio in Inghilterra, Galles, Francia e Italia, fino a Luni. Al ritorno in Scandinavia, si divisero il regno in modo che a Björn Fianco di Ferro toccassero Uppsala e la Svezia.
Il cronista sassone Etelverdo (morto 998) data la morte di Ívarr al 870. Tre anni dopo, gli Annali dell'Ulster riportarono la morte di tale "Ímar", "Rex Nordmannorum totius Hibernie & Brittanie, uitam finiuit" (it. "Re dei norreni di tutta Irlanda e Gran Bretagna") che viene oggi da taluni identificato con Ívarr Ragnarsson e da altri con un capo-guerra vichingo-scozzese.
Il sito di sepoltura di Ívarr è ad oggi sconosciuto.
La Ragnarssaga loðbrókar riporta che Ívarr diede disposizioni di essere tumulato sulla costa inglese, predicendo che, fintanto che i suoi resti avessero sorvegliato quel tratto di litorale, nessun nemico l'avrebbe attaccato con successo. La profezia si avverò – secondo la saga – finché approdò "Vilhjalmr il bastardo" (Guglielmo il Conquistatore), che andò alla tomba, violò il tumulo e affermò che la salma di Ívarr era intatta. Quindi Vilhjalmr innalzò una gran pira dove il corpo di Ívarr fu bruciato. Subito dopo, Vilhjalmr diede seguito all'invasione e ottenne la vittoria".
Nel 1686, un agricoltore di nome Thomas Walker scoprì un tumulo scandinavo a Repton (Derbyshire) vicino al sito della battaglia con cui la Grande Armata Danese sbaragliò Burgred di Mercia. La presenza di un alto numero di resti (si sono contati circa 250 scheletri) ha portato supporre che il tumulo fosse stato eretto per un grande condottiero identificato poi in Ívarr Ragnarsson.

## Ívarr il "Senz'ossa"

### Analisi linguistica del soprannome
Discusso è il significato dell'epiteto di "Senz'ossa". È stato suggerito che si trattasse di un eufemismo per impotente (questa è anche l'interpretazione data da Harry Harrison per il personaggio omonimo della sua Saga del Martello e della Croce), o invece di una metafora della serpe; del resto, uno dei fratelli di Ívarr, Sigurðr, era soprannominato ormr í auga ("Serpente nell'occhio"). Le fonti scandinave descrivono invece una condizione patologica talora intesa come una forma di osteogenesi imperfetta. Il poema Háttalykill inn forni descrive Ívarr "completamente privo di ossa". Per altre fonti, il soprannome poteva essere riferito al suo modo fluido di combattere in battaglia.
Alternativamente, stante la parentela etimologica con il tedesco Bein ("gamba" ma anche "ossa"), beinlausi potrebbe stare per "senza gambe". Sembra infatti che Ívarr si facesse trasportare sopra scudi. Ciò è compatibile con una qualche menomazione agli arti inferiori: ne fosse letteralmente privo, non ne avesse l'uso, o fosse semplicemente zoppo. Tuttavia all'epoca i capi vichinghi solevano farsi trasportare sugli scudi dei nemici dopo avere vinto una battaglia, pertanto potrebbero essere queste le scene descritte dalle saghe, escludendo una disabilità fisica di Ívarr.

### Analisi medica del soprannome
Nel 1949, il medico danese Knud Stakemann Seedorff, in un libro sull'osteogenesi imperfetta scrisse:
(Knud Seedorff)
Forme non particolarmente gravi di questa malattia possono precludere l'uso delle gambe alla persona colpita, che per il resto è perfettamente normale, e questo potrebbe essere il caso di Ívarr Ragnarsson. La patologia è anche nota come "malattia delle ossa fragili".
Nel 2003 Nabil Shaban, sostenitore dei diritti dei disabili affetto da osteogenesi imperfetta, realizzò il documentario The Strangest Viking, per la serie Secret History di Channel 4, nel quale indagò la possibilità che Ívarr soffrisse della medesima condizione. Shaban dimostrò anche che una persona affetta da osteogenesi può essere assolutamente capace di usare un arco lungo e prendere parte a una battaglia, come ci si aspettava da un capo nella società vichinga.

## Nei Media
Ívarr Ragnarsson appare:
- nella Saga del Martello e della Croce di Harry Harrison;
- ne Il mare dei Troll, romanzo per ragazzi di Nancy Farmer;
- ne L'ultimo re, romanzo storico di Bernard Cornwell e nei suoi seguiti della saga "Le Storie dei Re Sassoni";
- nel film I vichinghi del 1958, sotto il nome di Einar,[senza fonte] interpretato da Kirk Douglas;
- nel film Erik il vikingo del 1989, interpretato da John Gordon Sinclair;
- nella serie tv Vikings, in onda su History Channel, interpretato da Alex Høgh Andersen. Appare come un infante dalle gambe deformi dalla seconda stagione della serie e, in seguito, come un giovane adulto non in grado di camminare.
- A Ívarr Ragnarsson sono dedicate due canzoni del gruppo folk danese Danheim, Ivar's Revenge e Ivar's Wrath.
- nel videogioco Assassin's Creed Valhalla, Ívarr Ragnarsson appare varie volte nella trama principale assieme ad Ubba. Nel videogioco, Ívarr cammina sulle proprie gambe e combatte con l'utilizzo di due asce corte. Sempre nel videogioco, Ívarr racconta di come il suo soprannome gli sia stato dato dai sassoni per il suo modo fluido di combattere. Ívarr è rappresentato come molto impulsivo, contrario alla diplomazia, crudele con i suoi nemici e irascibile.

### Fonti
- Annali dell'Ulster
- Annali frammentari d'Irlanda
- Cogad Gáedel re Gallaib
- Cronaca anglosassone
- Cronaca degli Scoti
- Ragnars saga Loðbrókar, saga di Ragnarr, continuazione della Saga dei Völsungar, anonimo del XIII secolo.
- Ragnarssona þáttr, saga dei figli Ragnarr, anonimo del XIII secolo.

### Studi
- (EN)  Downham C (2007), Viking Kings of Britain and Ireland : The Dynasty of Ívarr to A.D. 1014, Edimburgo, Dunedin Academic Press, ISBN 978-1-903765-89-0.
- (EN)  Forte A, Oram R, Pedersen F (2005), Viking Empires, Cambridge University Press, ISBN 0-521-82992-5.
- (EN)  Holman K (2007), The Northern Conquest : Vikings in Britain and Ireland, Oxford, Signal.
- (EN)  Hudson BT (2005), Viking Pirates and Christian Princes: Dynasty, Religion, and Empire in the North Atlantic, Oxford.
- (EN)  Ó Corráin D (1997), Ireland, Wales, Man and the Hebrides, in Sawyer P [a cura di] (1997), The Oxford Illustrated History of the Vikings, Oxford University Press, ISBN 0-19-285434-8,
- (EN)  Ó Corráin D (1998), The Vikings in Scotland and Ireland in the Ninth Century, in Peritia, 12: 296–339.
- (EN)  Ó Cróinín D (1995), Early Medieval Ireland 400–1200, Londra, Longman, ISBN 0-582-01565-0.
- (EN)  Valante MA (2008), The Vikings in Ireland: Settlement, Trade, and Urbanization, Four Courts.
- (EN)  Woolf A (2002), Age of Sea-Kings: 900-1300, in Donald O [a cura di] (2002), The Argyll Book, Edimburgo, Birlinn, pp. 94–109.
- (EN)  Woolf A (2007), From Pictland to Alba, 789–1070, in The New Edinburgh History of Scotland, Edinburgh University Press, ISBN 978-0-7486-1234-5.